# Вінницький літературно-меморіальний музей М. М. Коцюбинського
Ві́нницький літерату́рно-меморіа́льний музе́й М. М. Коцюби́нського — музей-садиба письменника-класика М. М. Коцюбинського у Вінниці, де він народився.

## Історія
Відкрито 8 листопада 1927 року в будинку, де 17.09.1864 народився письменник і проживав до 1897 року.
Меморіальний музей Михайла Коцюбинського — це також традиційне місце для проведення творчих зустрічей.

## Експозиція
У музеї-садибі налічується близько 9 тисяч експонатів. Експозиція розміщується в 5 кімнатах. Вона висвітлює в хронологічному порядку, життя і творчість Михайла Коцюбинського. Тут зберігаються прижиттєві видання його творів, їх переклади мовами народів миру, спогади сучасників, архівні матеріали, предмети побуту й етнографії. Зібрана цікава колекція художніх полотен — ілюстрацій до творів Коцюбинського «Дорогою ціною», «Маленький грішник», «Цвіт яблуні», «Fata morgana», «Тіні забутих предків» та ін.
Особливу цінність становлять: оригінал метричної книги вінницького Преображенського собору із записом про народження Михайла Коцюбинського, протокол рішення педагогічної ради Вінницького реального училища про присвоєння М. Коцюбинському звання народного учителя. Гордістю музею є малюнки художниці О. Кульчицької — ілюстрації до повісті М. Коцюбинського «Тіні забутих предків», картини відомого українського художника М. Бурачека «Камінь Коцюбинського» та «Будинок-музей М. Коцюбинського», а також роботи В. Сільвестрова, М. Жука, Г. Якутовича, В. Касіяна, І. Їжакевича, скульптурні роботи І. Гончара, Ф. Коцюбинського. Досить повно представлені вишивка, ткацтво, кераміка, предмети побуту Поділля, Гуцульщини, Молдови — тих місць, де бував М. Коцюбинський.
На території музею-садиби також розташована комплексна пам'ятка природи — «Музей-садиба М. Коцюбинського». 